# La Center (Washington)
La Center è una città degli Stati Uniti d'America, situata nello Stato di Washington e in particolare nella Contea di Clark.